# Megalotragus
Il megalotrago (gen. Megalotragus) è un mammifero artiodattilo estinto, appartenente ai bovidi. Visse tra il Pliocene superiore e il Pleistocene superiore (circa 3 milioni di anni fa - 10.000 anni fa) e i suoi resti fossili sono stati ritrovati in Africa.

## Descrizione
Questo animale era molto simile a un odierno gnu, ed è possibile che le sue dimensioni fossero ancora maggiori. Le corna erano divergenti ed erano inserite nella zona postorbitale, a una bassa inclinazione. Rispetto agli odierni gnu, le corna erano ancor più ravvicinate, mentre la fila di premolari era più corta e le zampe più allungate. L'aspetto del muso, inoltre, doveva essere molto diverso da quello dell'odierno gnu, in quanto le ossa nasali e la parte anteriore delle ossa frontali erano insolitamente bombate, a formare una struttura rigonfia la cui funzione resta sconosciuta (Harris, 1991). Il grado di sviluppo delle corna variava da specie a specie e, mentre la specie più antica (M. isaaci) aveva corna moderatamente lunghe, la specie M. kattwinkeli aveva corna più corte e la più recente (M. priscus) possedeva corna molto allungate e dotate di una notevole curvatura, simile a quella riscontrata in Pelorovis oldowayensis. 

## Classificazione
Il genere Megalotragus comprende varie specie di bovidi alcelafini del Plio-Pleistocene dell'Africa. La prima specie ad essere descritta è M. priscus, nota inizialmente come Bubalis priscus (Broom, 1909), ed è conosciuta grazie a resti cranici provenienti dal Sudafrica. La specie M. kattwinkeli, descritta nel 1932 da Schwarz inizialmente come una specie del genere attuale Alcelaphus, era diffusa in gran parte dell'Africa orientale. Nel 1991 è stata descritta la specie più antica del Pliocene - Pleistocene inferiore, M. isaaci, da alcuni ritenuta una sottospecie di M. kattwinkeli (Vrba, 1997). È possibile che M. priscus sia sopravvissuto in epoca storica, e che si sia estinto qualche migliaio di anni fa (Thackeray, 1983).